# Senemoğlu, Ortaköy
Senemoğlu là một xã thuộc huyện Ortaköy, tỉnh Çorum, Thổ Nhĩ Kỳ. Dân số thời điểm năm 2010 là 223 người.